# 有田智一
有田 智一（ありた ともかず ）は日本の都市工学者。専門は都市計画、 産業集積、都市・地域経営・政策、都市計画制度。筑波大学教授。
| スタブアイコン | サブスタブ | この項目は、まだ閲覧者の調べものの参照としては役立たない、人物に関連した書きかけの項目です。この項目を加筆・訂正などしてくださる協力者を求めています（P:人物伝/PJ:人物伝）。 |